# Quận Benson, North Dakota
Quận Benson là một quận nằm ở tiểu bang North Dakota. Theo điều tra dân số năm 2000 của Cục điều tra dân số Hoa Kỳ, quận có dân số 6.964 người. Quận lỵ đóng ở Minnewaukan.6 Quận được đặt tên theo B.W. Benson, một thành viên cơ quan lập pháp Lãnh thổ Dakota.
Sullys Hill National Game Preserve và phần lớn Spirit Lake Indian Reservation nằm ở quận này.

## Địa lý
Theo Cục điều tra dân số Hoa Kỳ, quận có tổng diện tích 1.439 dặm Anh vuông (3.728 km²). 1.381 dặm Anh vuông (3.576 km²) là diện tích đất và 152 km² (59 sq mi hay 4,08%) of it là diện tích mặt nước.

### Các thị trấn
| - Albert - Arne - Aurora - Beaver - Broe - Butte Valley - East Fork - Eldon - Esmond - Hesper - Impark - Iowa - Irvine | - Isabel - Knox - Lake Ibsen - Lallie - Leeds - Lohnes - McClellan - Minco - Mission - Normania - North Viking - Oberon - Pleasant Lake | - Rich Valley - Riggin - Rock - South Viking - Twin Lake - Twin Tree - Warwick - West Antelope - West Bay - Wood Lake - York |

### Các quận giáp ranh
- Quận Towner (bắc)
- Quận Ramsey (đông bắc)
- Quận Nelson (đông)
- Quận Eddy (đông nam)
- Quận Wells (tây nam)
- Quận Pierce (tây)

### Các xa lộ chính
- U.S. Highway 2
- U.S. Highway 281
- North Dakota Highway 19
- North Dakota Highway 20
- North Dakota Highway 57

### Các khu bảo tồn quốc gia
- Pleasant Lake National Wildlife Refuge
- Silver Lake National Wildlife Refuge (một phần)
- Sullys Hill National Game Preserve
- Wood Lake National Wildlife Refuge

## Thông tin nhân khẩu
Theo cuộc điều tra dân số2 tiến hành năm 2000, quận này có dân số 6.964 người, 2.328 hộ, và 1,701 gia đình sinh sống trong quận này. Mật độ dân số là 5 người trên mỗi dặm Anh vuông (2/km²). Đã có 2.932 đơn vị nhà ở với một mật độ bình quân là 2 trên mỗi dặm Anh vuông (1/km²). Cơ cấu chủng tộc của dân cư sinh sống tại quận này gồm phần lớn là người da trắng (50.85%) và người thổ dân châu Mỹ (48.05%). Ngoài ra, 0.10% là người da đen/người Mỹ gốc Phi, 0.01% người gốc châu Á, 0.01% người các đảo Thái Bình Dương, 0.16% các chủng tộc khác, và 0.82% hai hay nhiều chủng tộc. 0.79% dân số là người Hispanic hoặc người Latin thuộc bất cứ chủng tộc nào. 25.2% là người Na Uy và 14.8% người Đức theo kết quả điều tra dân số năm 2000.
Có 2.328 hộ trong đó có 38.00% có con cái dưới tuổi 18 sống chung với họ, 48.50% là những cặp kết hôn sinh sống với nhau, 16.60% có một chủ hộ là nữ không có chồng sống cùng, và 26.90% là không gia đình. 24.50% trong tất cả các hộ gồm các cá nhân và 12.50% có người sinh sống một mình và có độ tuổi 65 tuổi hay già hơn. Quy mô trung bình của hộ là 2.97 còn quy mô trung bình của gia đình là 3.48.
Phân bố độ tuổi của cư dân sinh sống trong huyện là 36.10% dưới độ tuổi 18, 7.80% từ 18 đến 24, 23.30% từ 25 đến 44, 19.40% từ 45 đến 64, và 13.50% người có độ tuổi 65 tuổi hay già hơn. Độ tuổi trung bình là 31 tuổi. Cứ mỗi 100 nữ giới thì có 102.10 nam giới. Cứ mỗi 100 nữ giới có độ tuổi 18 và lớn hơn thì, có 102.00 nam giới.
Thu nhập bình quân của một hộ ở quận này là 26.688 USD, và thu nhập bình quân của một gia đình ở quận này là $31.558. Nam giới có thu nhập bình quân $23.056 so với mức thu nhập $17.862 đối với nữ giới. Thu nhập bình quân đầu người của quận là $11.509. Khoảng 24.40% gia đình và 29.10% dân số sống dưới ngưỡng nghèo, bao gồm 38.90% những người có độ tuổi 18 và 16.70% là những người 65 tuổi hoặc già hơn.

## Các đơn vị dân cư

### Các thành phố
- Brinsmade
- Esmond
- Knox
- Leeds
- Maddock
- Minnewaukan
- Oberon
- Warwick
- York

### Census-designated place
- Fort Totten

### Các cộng đồng khác
- St. Michael
- Tokio